# ایوری لیدر
ایوری لیدر (عبری: עברי לידר‎؛ زادهٔ ۱۰ فوریهٔ ۱۹۷۴) خواننده، ترانه‌سرا، موسیقی‌دان، تهیه‌کننده موسیقی اهل اسرائیل است. وی از سال ۱۹۹۷ میلادی تاکنون مشغول فعالیت بوده‌است. وی در گروه موسیقی د یانگ پروفشنالز است که از پرفروش‌ترین موسیقی کلاسیک معاصر در موسیقی اسرائیل محسوب می‌شود.
از فیلم‌ها یا برنامه‌های تلویزیونی که وی در آن نقش داشته‌است می‌توان به حباب اشاره کرد و در اولین فصل از اکس فکتور اسرائیل وی داور بود.